# Z線 (大洋間鉄道)
Z線（スペイン語: Línea Z）は、メキシコの鉄道路線。テワンテペク地峡を経由し太平洋と大西洋を結ぶ役割を持つ。メキシコ政府が主導する国家鉄道計画の一環として既存の鉄道路線を整備した経緯を持ち、2023年から運用を開始した。2024年時点で、メキシコ海軍が所有するテワンテペク地峡会社（Ferrocarril del Istmo de Tehuantepec S.A. de C.V.）によって運営されている。

## 歴史

### 前史

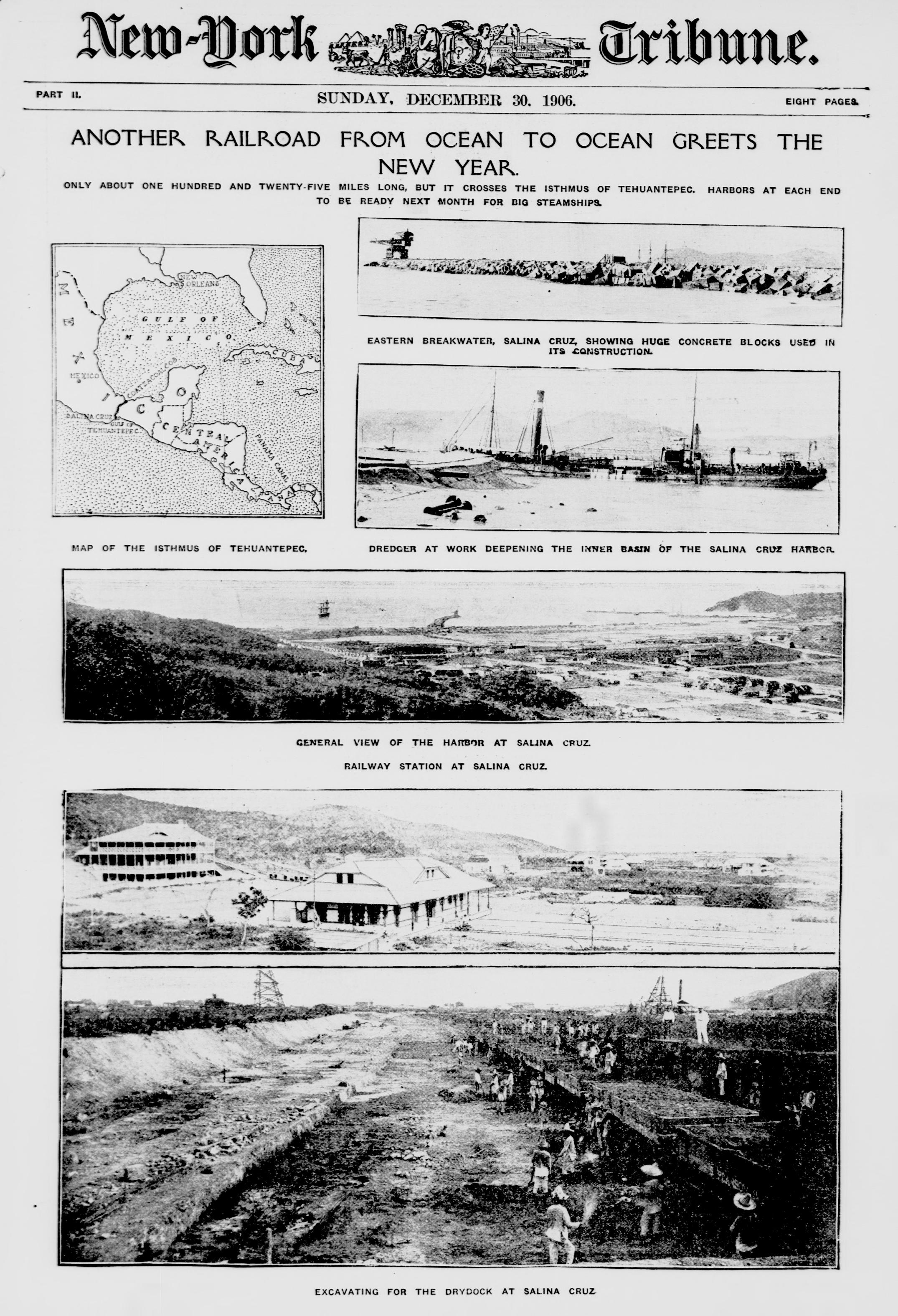
テワンテペク地峡の鉄道路線開通を知らせる新聞記事（1906年）

テワンテペク地峡を横切り太平洋と大西洋を結ぶ輸送ルートの構築は、スペインによる植民地時代から既に構想されており、メキシコ独立後の19世紀前半にも荷馬車用の道の建設や川の整備が検討されたが、いずれも実現する事は無かった。その後、本格的な検討が始まったのは1840年代初頭であり、資金獲得の幾度の失敗を経て、路線に関する利権はアメリカ合衆国・ニューオーリンズに設立されたニューオーリンズ・テワンテペク鉄道会社（Tehuantepec Railroad Company of New Orleans、TRCNO）に継承された。だが、この計画もまた1857年恐慌や南北戦争を巡る国際情勢により存続が困難となり、ニューオーリンズ・テワンテペク鉄道会社も1860年に倒産する事態となった。
南北戦争終結後、再度テワンテペク地峡を通る輸送ルートの構築が検討され、中には船舶を地上に敷かれた線路を用いて輸送する案も出されたが、最終的に1894年に開通したのは普通鉄道であった。当初は港湾施設が不十分であったり、建設基準がまちまちであったりと多数の問題を抱えていたが、後年に改修が行われ、1907年に改めて営業運転が開始された。これらの路線で使用されていた機関車は石油燃焼式であり、テワンテペク地峡を走る鉄道は石油を燃料とした最初期の路線となった。その後、旅客船や貨物船との接続輸送によりこの路線は繁栄したが、メキシコ革命や第一次世界大戦の勃発、パナマ運河の開通などの要因により輸送力は大幅に減少し、1950年代には既に太平洋と大西洋を結ぶ主要ルートの座を降りていた。

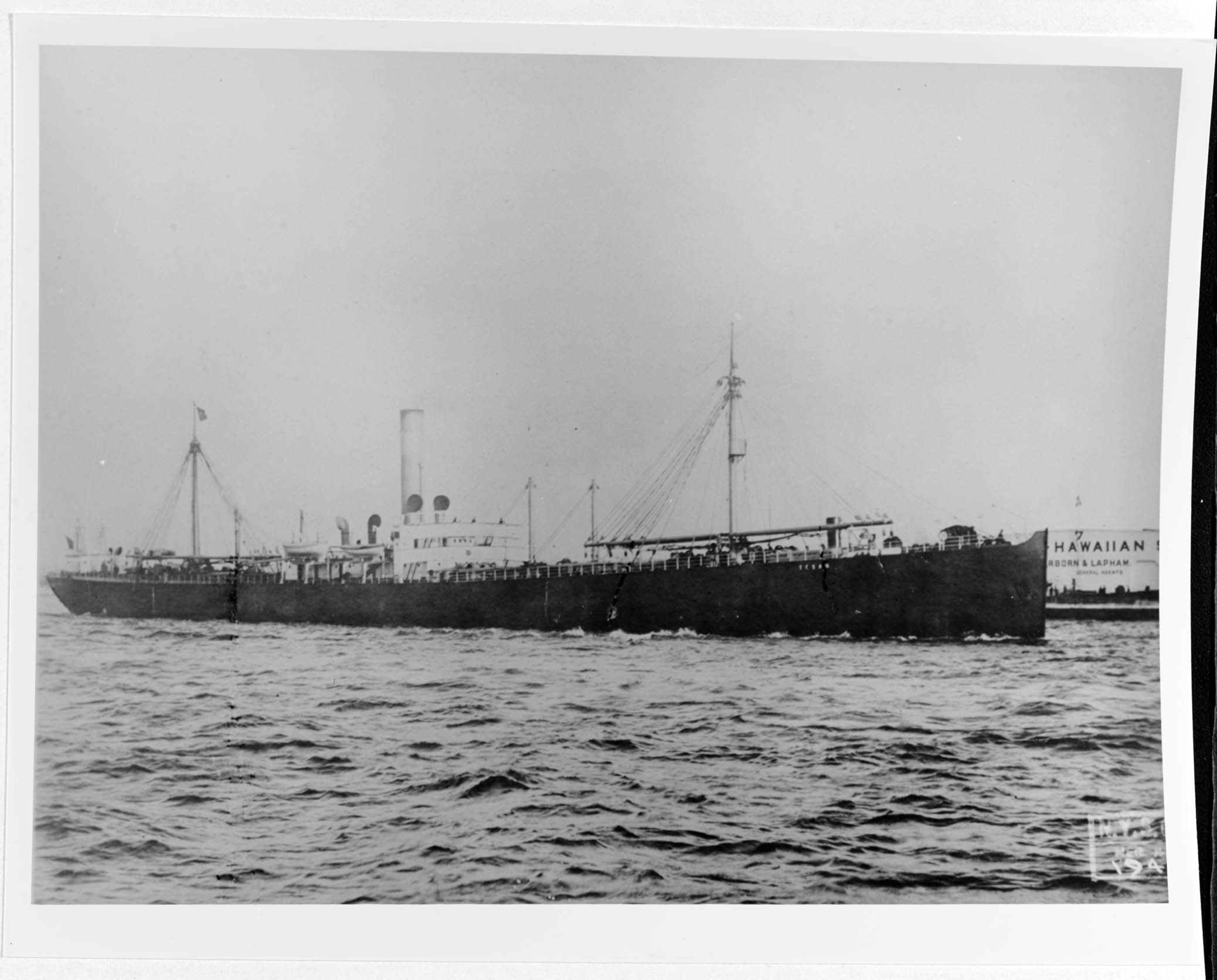
地峡を結ぶ鉄道と接続していた貨物船「SSテキサン（SS Texan）」（1914年撮影）

### Z線の開通
2020年、当時のメキシコの大統領であったアンドレス・マヌエル・ロペス・オブラドールは、テワンテペク地峡を結ぶ路線を始めとする1,200 km近くの鉄道網の改修に際し、計画開始に伴い30億ペソ、プロジェクト全体で約200億ペソを投入する事を発表した。これはパナマ運河に代わり太平洋と大西洋を結ぶ新たな複合一貫物流プラットホームを構築するという国家開発計画の優先事案に基づくもので、その第一段階として、太平洋（メキシコ湾）側・オアハカ州のサリナ・クルスと大西洋側・ベラクルス州のコアツァコアルコスを結ぶ「Z線」の整備が同年3月から実施された。そして、2023年9月に貨物輸送が、同年12月22日からは1日1往復の旅客輸送が開始され、翌2024年6月にも改修を実施したものを含めた駅の増設が行われている。
この鉄道網の開通により、インフラへの投資や雇用創出による沿線の経済成長、気候変動による効率低下や制限が問題視されているパナマ運河に代わる新たな物流移動手段の構築が期待されている一方、森林伐採を始めとした環境問題、コンテナの積み下ろしに関する時間ロスといった問題も指摘されている。

## 運行
前述の通り、2025年時点のZ線では貨物列車と1日1往復の旅客列車が運行している。前者は1本につき、ディーゼル機関車と最大65両の貨車で編成が構成され、最大260個のコンテナ、約5,200 tの貨物を輸送可能となっている。一方、後者は最大400人の定員数を想定しており、3つの等級の座席が設けられている。乗車券は各旅客駅で購入可能な他、インターネットを利用しての購入も可能となっている。

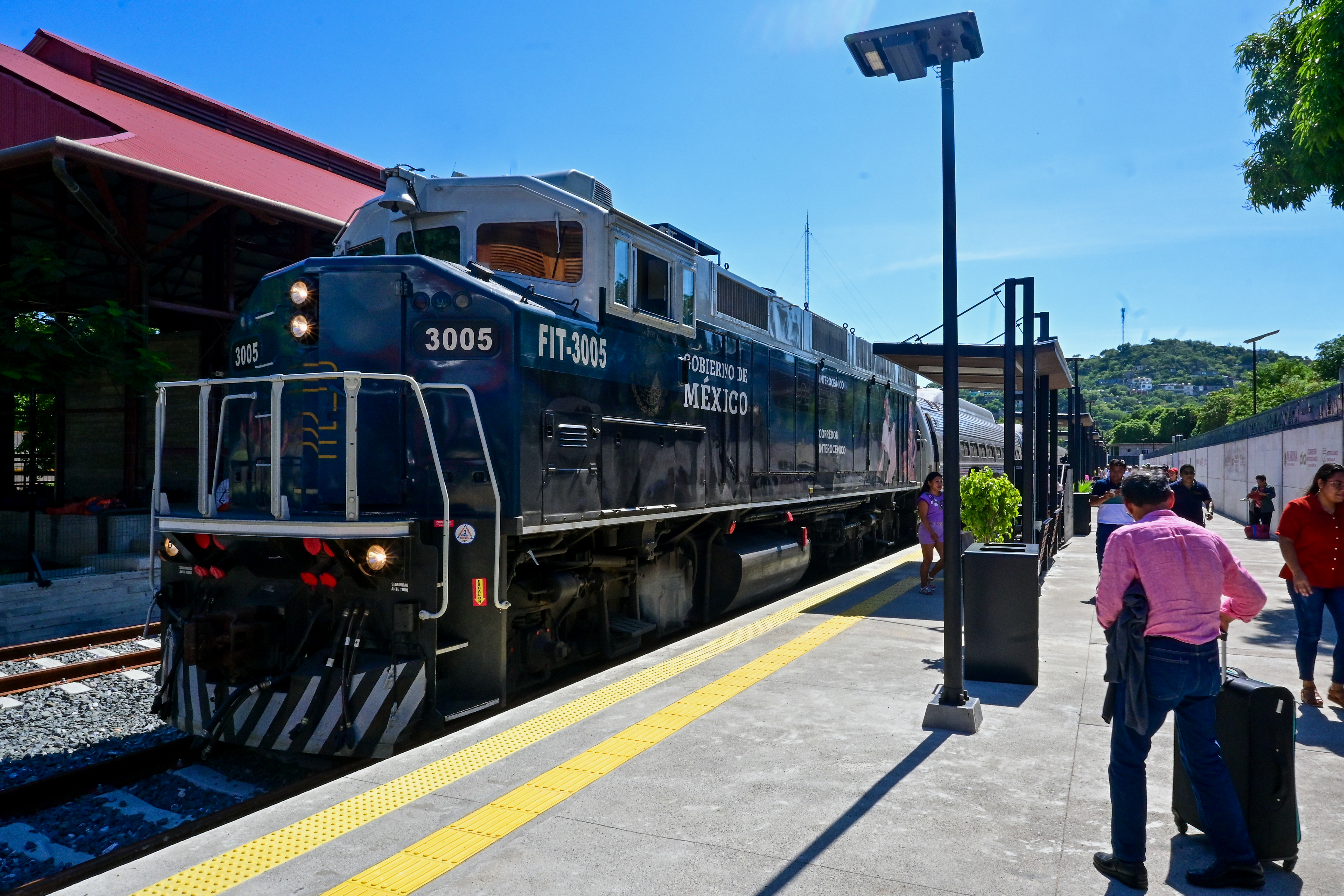
ディーゼル機関車牽引の客車列車（2024年撮影）
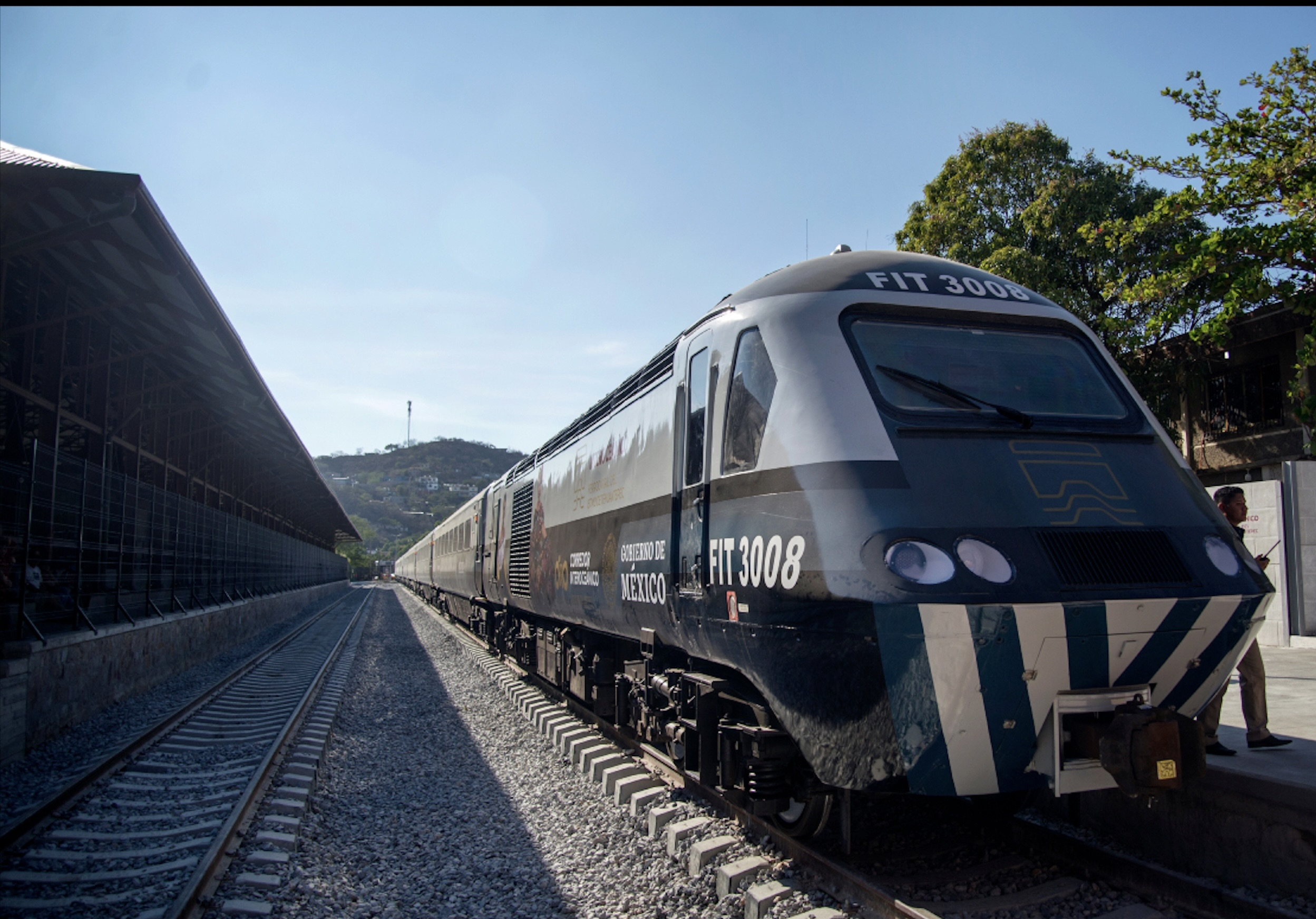
イギリスから譲渡されたディーゼル列車のHST（2024年撮影）
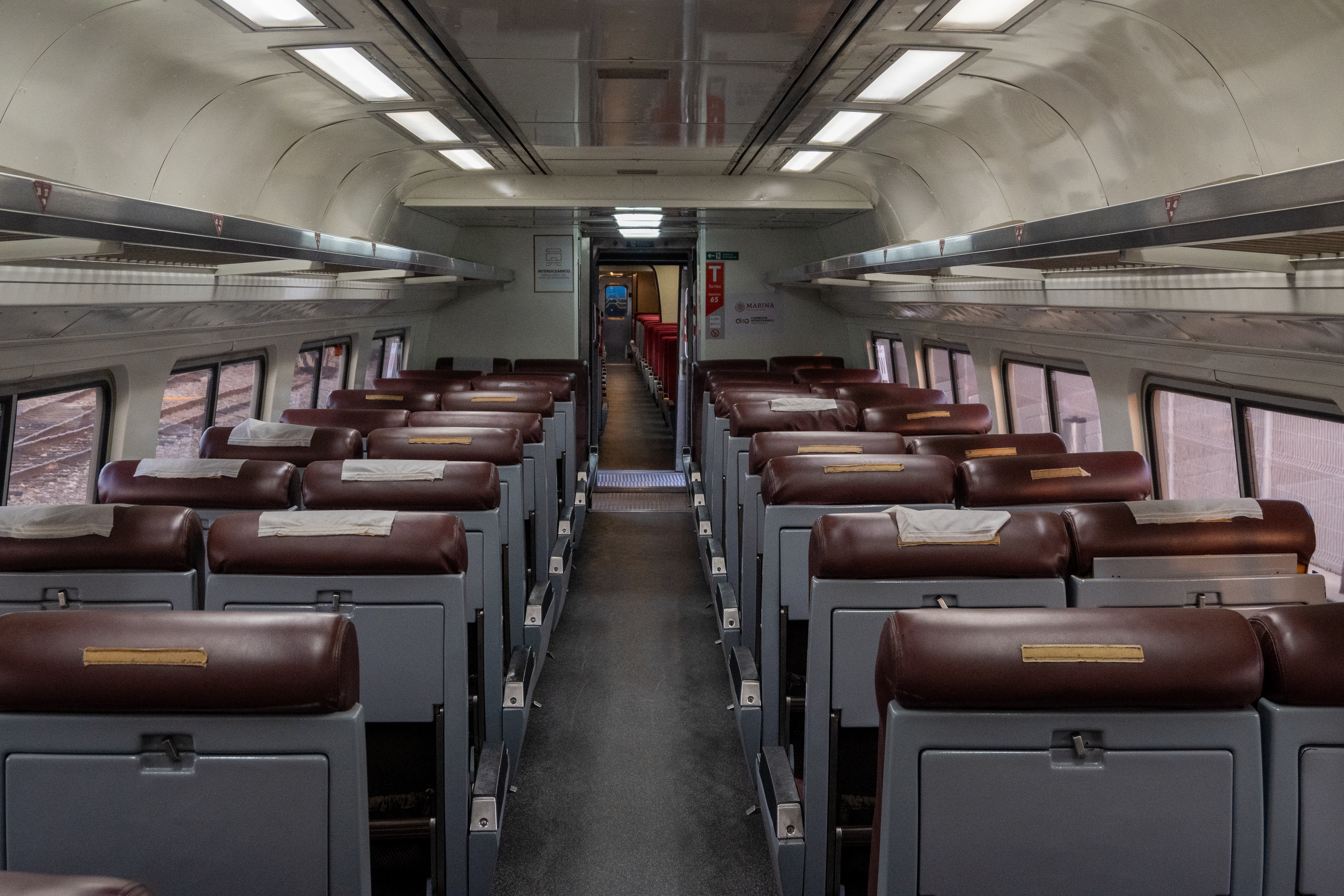
客車の車内（2024年撮影）